# ノーススターエンジン
ノーススターエンジン（英：Northstar engine）は、米国ゼネラルモーターズ（GM）のV型8気筒DOHCガソリンエンジンである。オールアルミニウムエンジンと称しているが、シリンダーには鋳鉄ライナーが挿入されている。同時期に開発、生産されたBMWのV8やJaguarのV8はシリンダー内壁にニカシル（Nikasil）が生成されていたことと対照的である。スタータ（セルモーター）は、吸気マニフォールド下の左右バンクの間に位置しており、外気にさらされたりしないような構造である。またキャメルモードという、冷却水が完全に失われた場合でもエンジンの運行を続けられるような機能が搭載されている。キャメルモードでは、シリンダーを互い違いに止め（ガソリンの燃焼を止めるだけでシリンダーの機械的な動きまで止めている訳ではない）、その休止状態のシリンダーを介して空気を循環させることで、動作中のシリンダーや他のエンジン部分を空冷する。これにより、エンジンのオーバーヒートを避けながら、低出力ながらも車の運行を継続することができるようになっている。
1993年型キャデラック（キャディラック）アランテに初めて搭載された。「ノーススター」とはノーススターシステムを指し、これはエンジン・トランスミッション・サスペンション・ブレーキシステム・車載コンピュータからなる。車載コンピュータがこれらの要素を統合制御することで車の安全性を向上するためのシステムであり、ノーススターエンジンとは、そのエンジン部分を指す。現在はキャデラックだけでなく、ビュイックルサーン（CXS）にも搭載されている。
ノーススターエンジンは現在までに大まかに3世代ある。

## 第1世代
1999年までのモデルであり、いわゆるオリジナルのノーススターエンジンと称される。横置き、前輪駆動用である。4.6リッターの排気量で、8個の燃料インジェクタとディストリビュータレス点火システムが使用されていた。95、96、97年とワードのベストエンジン10選 (Ward's 10 best engines) に選ばれた。最初期のものは最高出力が5馬力程抑えられていた。
1996年から冷却水にはデキシクール(DexCool）の使用が指定されているが、これはGM全体での冷却水の変更に伴うもので、エンジン自体の冷却系に変更があったからではないことに注意。

## 第2世代
2000年からのモデルであり、第1世代からはバルブ周りの構造とヘッドボルトのサイズが変更されている。これらの変更は、バルブ機構の耐摩耗性を向上させ、ヘッドガスケット抜けを防止するのが目的である。また点火コイルがスパークプラグ直上に移設され、いわゆるスパークプラグワイヤが無くなった。
第1と2世代では、主にカム形状の違いによってトルク重視のLD8（VINコードにYが含まれる）と馬力重視のL37（VINコードに9が含まれる）の2種類が存在する。それぞれのエンジンタイプによって組み合わされるトランスミッションのファイナル比が異なったり、トルクコンバータクラッチが異なっていたりする。
第1世代のエンジンでは、GMのクーリングシステムサプリメント（冷却システムの漏れ止め剤）の使用が指定されているが、これは当時のアルミブロックの製造工程では微細な穴の形成が避けられず、そういう部分からの冷却水の減少を防止するためのものである。

## 第3世代
2004年からの四輪駆動と後輪駆動モデル用に開発された縦置き用エンジンでありLH2と称される。可変バルブ機構が追加され、前世代の物に比べて出力がやや上昇した。さらに高出力を得るためスーパーチャージャーと組み合わされた4.4リッターモデルもあり、これはLC3と称される。